# اسماعیل خلج
اسماعیل خلج (زادهٔ ۲۲ آذر ۱۳۱۵) نمایشنامه‌نویس و کارگردان و بازیگر صاحب سبک ایرانی است. مهم‌ترین دست‌آورد خلج، دراماتیزه کردن زبان لایه‌های فقیر و حاشیه‌نشین شهری در دهه‌های چهل و پنجاه است. او به زندگی مردمان تیره روز طبقهٔ فرودست می‌پردازد، خلج در آثار نمایشی پیش از انقلاب خود برای زبان لایه‌های فقیر و حاشیه‌نشین شهری آن دوران معادل نمایشی خلق کرد. این زبان نمایشی غنی، با وجود بهره‌وری از مفاهیم و کلام لایه‌های فقیر جامعه به هیچ‌وجه «عامیانه» نیست.
خلج نمایش‌نامه‌نویسی ناتورالیست است. او متأثر از رئالیسم گورکی نیز هست و همچنین روحی شاعرانه بر کارهایش حکم‌فرماست. او در ترجمه و ویرایش زبان فارسی دو نمایشنامه با مریم خلوتی همکاری  داشت: "در اعماق" اثر ماکسیم گورکی و "نجات‌یافته" اثر ادوارد باند. خلج کارمند ادارهٔ رادیو و تلویزیون بود و سریال سایهٔ همسایه را در سال ۱۳۶۴ کارگردانی کرد که به سال ۱۳۶۵ از تلویزیون پخش شد.

## برخی آثار
- پاتوق (۱۳۵۰)
- پاانداز (۱۳۵۰)
- حالت چطوره مش رحیم؟ (۱۳۵۰)
- گلدونه خانم (۱۳۵۰)
- باجه (۱۳۵۰)
- جمعه‌کشی (۱۳۵۲)
- قمر در عقرب (۱۳۵۳)
- بابلی‌ها (۱۳۸۰)
- عبید زاکانی (۱۳۵۶)
- شبات (۱۳۵۶)
- خر خریدن خالو (1378)
- حمد اقا برسکو

## بازیگری

### سینما
| سینما | سینما                          | سینما      | سینما |
| سال   | عنوان                          | نقش        |       |
| ----- | ------------------------------ | ---------- | ----- |
| ۱۴۰۲  | پرواز ۱۷۵                      |            |       |
| ۱۴۰۲  | بهشت تبهکاران                  |            |       |
| ۱۳۹۹  | تک‌تیرانداز                     | محمد جعفر  |       |
| ۱۳۹۸  | پوران                          |            |       |
| ۱۳۹۳  | ایران برگر                     | آقانورالله |       |
| ۱۳۹۴  | رسوایی ۲                       | میرزا      |       |
| ۱۳۹۱  | رسوایی                         |            |       |
| ۱۳۹۰  | پذیرایی ساده                   |            |       |
| ۱۳۸۹  | سیب و سلما                     |            |       |
| ۱۳۸۸  | بیداری رؤیاها                  |            |       |
| ۱۳۸۸  | عروسک                          |            |       |
| ۱۳۸۶  | همیشه پای یک زن در میان است    |            |       |
| ۱۳۸۴  | پابرهنه در بهشت                |            |       |
| ۱۳۸۳  | یک تکه نان                     |            |       |
| ۱۳۷۲  | بلندی‌های صفر                   | ماغوط      |       |
| ۱۳۶۸  | جستجوگر                        |            |       |
| ۱۳۵۵  | پسر ایران از مادرش بی‌اطلاع است |            |       |

### مجموعه تلویزیونی
- مرهم (۱۴۰۳)
- تانک خورها
- کلبه عمو پورنگ (۱۴۰۰)
- هم‌سایه (۱۴۰۰)
- راه و بیراه (۱۳۹۷)
- جلال‌الدین (۱۳۹۳)
- بی‌قرار (۱۳۹۲)
- یلدا (۱۳۹۱)
- خانه بی‌پرنده (۱۳۸۹)
- اغما (۱۳۸۶)
- مرده متحرک (۱۳۸۴)
- روشنتر از خاموشی (۱۳۸۲)
- این شرح بینهایت (۱۳۶۷)
- سایه همسایه (۱۳۶۴)

## فهرست منابع
- خلج، منصور. نمایشنامه‌نویسان ایران: از آخوندزاده تا بیضایی. نشر اختران. ۱۳۸۱
- ماهنامهٔ تجربه، شماره پیاپی ۸۴، اسفند ۱۳۹۰، مقالهٔ راه ناتمام به قلم مهدی میرمحمدی، صص ۱۱۷–۱۱۸